# هولدینگفورد (مینه‌سوتا)
هولدینگفورد، مینه‌سوتا (به انگلیسی: Holdingford, Minnesota) یک شهر در ایالات متحده آمریکا است که در شهرستان استیرنز، مینه‌سوتا واقع شده‌است.

## خصوصیات
هولدینگفورد ۲٫۲۰ کیلومترمربع مساحت و ۷۰۸ نفر جمعیت دارد و ۳۶۰ متر بالاتر از سطح دریا واقع شده‌است.